# Mesorregión de Mata Paraibana
La mesorregión de Mata Paraibana es una de las cuatro mesorregiones del estado brasileño de Paraíba. Es formada por la unión de treinta municipios agrupados en cuatro microrregiones.

## Principales centros urbanos
- João Pessoa.
- Santa Rita.
- Bayeux.

## Centros urbanos medio-grandes
- Cabedelo.
- Sapé.
- Mamanguape.

## Centros urbanos medios
- Conde.
- Río Tinto.
- Piedras de Fuego.
- Pitimbu.

## Microrregiones
- João Pessoa
- Litoral Norte
- Litoral Sur
- Sapé